# Anatopynia pennipes
Anatopynia pennipes är en tvåvingeart som först beskrevs av Freeman 1961.  Anatopynia pennipes ingår i släktet Anatopynia och familjen fjädermyggor. Inga underarter finns listade i Catalogue of Life.